# Pueblo Irigoyen
Pueblo Irigoyen é uma comuna do departamento de San Jerónimo, província de Santa Fé, Argentina.